# دوروثي بورغس
دوروثي بورغس (بالإنجليزية: Dorothy Burgess) هي نجمة اجتماعية وممثلة أمريكية، ولدت في 4 مارس 1907 بلوس أنجلوس في الولايات المتحدة، وتوفيت في 21 أغسطس 1961 في الولايات المتحدة بسبب سل.

## أعمال

### أفلام
- (1928) في أريزونا القديمة
- (1933) الرحلة الليلية
- (1933) تمسكي بعشيقك

## وصلات خارجية
- دوروثي بورغس على موقع IMDb (الإنجليزية)
- دوروثي بورغس على موقع أول موفي (الإنجليزية)
- دوروثي بورغس على موقع إن إن دي بي (الإنجليزية)
- دوروثي بورغس على موقع قاعدة بيانات الفيلم (الإنجليزية)